# Vincent Ginelli
Vincent Ginelli, né le 26 janvier 1995 à Senlis (Oise), est un coureur cycliste français.

## Biographie
Né à Senlis, Vincent Ginelli réside à Coye-la-Forêt. Pratiquant de sport dans sa jeunesse, il s'essaye tout d'abord à l'athlétisme et au judo avant de commencer le cyclisme au SV Senlis, à l'âge de douze ans. En 2008, il devient champion régional de l'Oise en catégorie minimes.
En 2011, il se distingue en prenant la deuxième place du championnat de France cadets,. La même année, il livre une prestation remarquée sur le Trophée Madiot, course référence pour les cyclistes de sa catégorie. À Laval, il s'impose sur la dernière manche, considérée comme étant la plus difficile du challenge, et termine sixième du classement final. 
En 2013, il se classe notamment troisième de La Bernaudeau Junior et participe à Paris-Roubaix juniors (39e) avec l'équipe de France. Il fait ensuite ses débuts espoirs en 2014 au sein de la structure DN1 du CC Nogent-sur-Oise. Au mois de juin, il remporte sa première victoire "élite nationale" sur le Grand Prix de Beuvry-la-Forêt, juste devant son coéquipier Benoît Daeninck. 
En début d'année 2015, Vincent Ginelli s'impose sur la première épreuve du Maillot des Jeunes Léopards, au terme d'un triplé marquant pour le CC Nogent-sur-Oise. En effet, à Illeville-sur-Montfort, il devance ses deux coéquipiers Corentin Ermenault et Jérémy Lecroq, avec lesquels il s'est échappé à plus de 65 kilomètres de l'arrivée,. Au mois de septembre, il remporte la première étape du Tour de Seine-Maritime, et endosse provisoirement le maillot de leader de cette course.

## Palmarès sur route
- 2011[11]
  - 6e étape du Trophée Madiot
  - 2e du championnat de France sur route cadets
- 2013
  - 3e de La Bernaudeau Junior
  - 3e du Trio normand juniors
- 2014
  - Grand Prix de Beuvry-la-Forêt
  - 2e du Trio normand espoirs
- 2015
  - 1re étape du Maillot des Jeunes Léopards
  - 1re étape du Tour de Seine-Maritime
  - 3e du Championnat interrégional
  - 3e du Circuit Jean-Bart
  - 3e de la Nocturne d'Aix-les-Bains
  - 3e du Trio normand
- 2016
  - Grand Prix de Vimy
  - La Cantonale à Maresquel-Ecquemicourt
  - 2e du Grand Prix de Saint-Hilaire-du-Harcouët
  - 2e du Grand Prix d'Hamel

## Palmarès sur piste

### Championnats de France
- 2013
  - 3e de la poursuite juniors
  - 3e de la poursuite par équipes juniors
- 2014
  - 2e de la poursuite par équipes
- 2015
  - 2e de la poursuite par équipes